# Calceolaria ferruginea x crenata
Calceolaria ferruginea x crenata là một loài thực vật có hoa trong họ Calceolariaceae. Loài này được Dalla Torre & Harms mô tả khoa học đầu tiên năm 1988.